# Land- und Stadtgericht Preußisch Eylau
Das Land- und Stadtgericht Preußisch Eylau war von 1822 bis 1849 ein preußisches Land- und Stadtgericht mit Sitz in Preußisch Eylau.

## Geschichte
Das Land- und Stadtgericht Preußisch Eylau wurde zum 1. April 1822 aus dem Stadtgericht Preußisch Eylau und dem Justizamt Preußisch Eylau gebildet. Es war ein Untergericht 2. Klasse (weil „nicht kollegial“, also mit weniger als drei Juristen, besetzt) im Sprengel des Oberlandesgerichts Königsberg. Zum Justizamt „Preuß. Eilau“ gehörten bis dahin Orte der 7 Kirchspiele Albrechtsdorf, Klein-Dexen, Eichhorn, Pr. Eilau, Landsberg, Petershagen und Schmoditten.
1837 umfasste der Gerichtsbezirk die Stadt Preußisch Eylau mit 2808 Gerichtseingesessenen und 60 Ortschaften mit 5616 Gerichtseingesessenen (zusammen also 8424 Gerichtseingesessene). Am Gericht war ein Stadt- und Landrichter, ein Assessor und drei weitere Mitarbeiter beschäftigt.
Nach der Märzrevolution von 1848 wurden 1849 einheitlich Kreisgerichte gebildet. In Preußisch Eylau wurde dabei die Gerichtskommission (= Außenstelle) Preußisch Eylau des Kreisgerichts Bartenstein geschaffen.